# Josef Folys

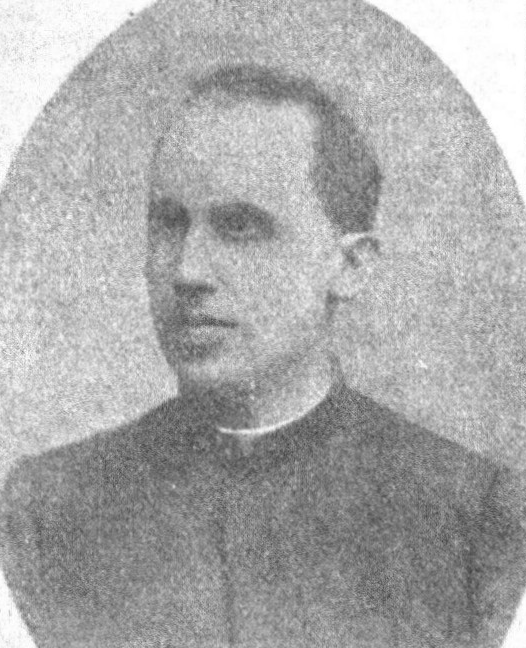
Josef Folys (1907)

Josef Folys (abweichender Name: Josip Folis; * 26. Oktober (Eigenangabe) oder 28. Oktober (Taufeintrag) 1862 in Kropiwnik Stary, Bezirk Drohobycz, Galizien; † 9. Oktober 1917 in Wien) war ein österreichischer Geistlicher der griechisch-katholischen Kirche und Politiker, der unter anderem von 1907 bis zu seinem Tode 1917 Mitglied des Abgeordnetenhauses war.

## Leben
Josef Folys, Sohn des Pfarrers Mychajlo Folys († 1907), begann nach dem Besuch des Akademischen Gymnasiums in Lemberg 1881 eine Ausbildung am griechisch-katholischen Zentralseminar und ein Studium der Theologie an der Universität Wien, das er 1885 beendete. Nach seiner Priesterweihe 1888 wurde er zunächst Kooperator in Kustyń sowie im Anschluss 1890 Pfarradministrator in Stanysławczyk, beides im Bezirk Brody. Nachdem er 1892 zunächst Kooperator und daraufhin 1893 Pfarradministrator in Bilyj Kamin im Bezirk Złoczów wurde, übernahm er 1894 schließlich die Stelle als Pfarrer in Skniłów im Bezirk Lemberg.
Bei der Reichsratswahl 1907 wurde Folys im Wahlbezirk Galizien 64, der die Gerichtsbezirke Lemberg Umgebung, Winniki, Gródek Jagielloński und Szczerzec sowie 37.109 Wahlberechtigte umfasste, erstmals zum Mitglied des Abgeordnetenhauses gewählt und gehörte diesem nach seiner Wiederwahl bei der Reichsratswahl am 13. Juni 1911 in der elften und zwölften Legislaturperiode vom 17. Juni 1907 bis zu seinem Tode am 9. Oktober 1917 an. Während seiner Parlamentszugehörigkeit wurde er 1907 zunächst Mitglied im Ruthenen-Klub und danach 1911 Mitglied im Ukrajinskyj Klub, dem er bis zur Auflösung am 12. Februar 1913 angehörte. Im Anschluss wurde er erst Mitglied im Ukrajinskyj sojuz, dem Ukrainischen Verband, ehe er schließlich am 8. November 1916 als ruthenischer Nationaldemokrat sich dem Klub der Ukrainischen parlamentarischen Vertretung anschloss. Nach seinem Tode rückte Volodymyr Baczynskyj als Ersatzmann am 23. Oktober 1917 als Mitglied in das Abgeordnetenhaus nach.
Aus seiner Ehe mit Maria Kurbas († 1893) ging mindestens ein Sohn hervor. Er war ein Schwager von Stepan Onyszkewycz, der zwischen 1907 und 1918 ebenfalls Mitglied des Abgeordnetenhauses war.